# 初夢漬

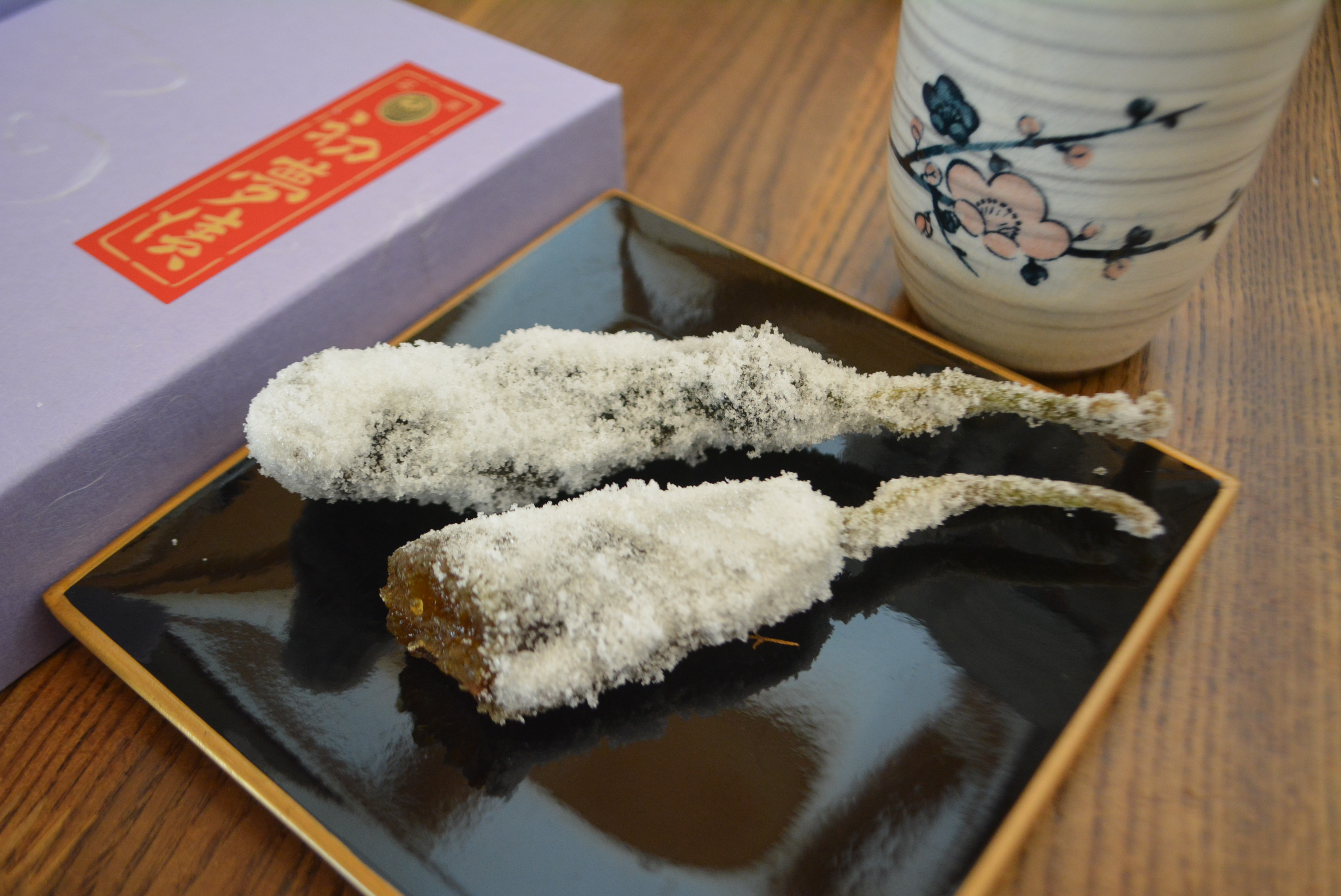
鶴泉堂の初夢漬

初夢漬（はつゆめづけ）は、千葉県匝瑳市の伝統和菓子。ナスの砂糖漬である。皇室に献上されたこともある。

## 概要
1781年の創業の鶴泉堂の看板商品である。坂本総本店（匝瑳市）では初夢の商品名で販売されている。
材料は、ナスと砂糖だけで、鶴泉堂の初代が考案し、江戸後期から作られている。
初夢に見ると縁起が良いとされる「一富士二鷹三茄子（いちふじ にたか さんなすび）」から名付けられた。縁起物として正月の贈答用や茶道の茶請けとして親しまれている。

## 作り方
レシピはなく、一子相伝で作り方を伝えている。
1か月以上をかけて秋ナスを砂糖蜜で煮込み、雪に見立てた白砂糖をまぶす。